# Jan Uys

a Compétitions nationales et continentales officielles uniquement.

Dernière mise à jour le 18 mars 2025.
Jan-Frederik Uys, né le 3 janvier 1994 à Potchefstroom, est un joueur sud-africain de rugby à XV évoluant au poste de deuxième ligne.

## Carrière

### Formation
Jan Uys débute le rugby sous les couleurs de son lycée du côté de Stellenbosch avant d'être sélectionné avec l'équipe de la Western Province U16. Il va gravir tous les échelons des jeunes de la province des U18, U19 et U21.

### En club
Jan Uys commence à la Western Province en 2013 où il dispute la Vodacom Cup.
Il rejoint la Section paloise en 2015 et intègre son centre de formation mais ne dispute aucun match en professionnel.
Il s'engage ensuite avec le CA Brive en Top 14en juillet 2016 et signe son premier contrat professionnel avec Brive en janvier 2017. Il marque son seul essai en France face au Stade aurillacois en Pro D2 .
Jan Uys et le CA Brive remontent en Top 14 grâce à leur victoire (28 à 22) au barrage d'accession contre l'équipe de Top 14 du FC Grenoble au stade Amédée-Domenech de Brive .
En juin 2020, il quitte la Corrèze et rejoint le Super Rugby avec la franchise des Bulls dirigé par Jake White en Afrique du Sud  mais ne dispute aucun match.
Il dispute cependant la Currie Cup avec les Blue Bulls et remporte le championnat  sud-africain en 2021.
Il dispute la même année un match de la Pro14 Rainbow Cup, lors de la finale avec les Bulls, en étant titulaire et s'incline face aux Benetton Rugby Trévise.
Il s'engage avec le FC Grenoble à partir de la saison 2021-2022.

## Palmarès
- Championnat de France de Pro D2 :
  - Vice-champion (1) : 2019 avec le CA Brive
- Barrage d'accession au championnat de France de Top 14 :
  - Vainqueur (1) : 2019 avec le CA Brive
- Currie Cup :
  - Vainqueur (1) : 2021 avec les Blue Bulls
- Pro14 Rainbow Cup :
  - Finaliste (1) : 2021 avec les Bulls